# Lucas Pérez Martínez
Lucas Pérez Martínez, noto semplicemente come Lucas Pérez (La Coruña, 10 settembre 1988), è un calciatore spagnolo, di ruolo attaccante, attualmente svincolato.

## Carriera

### Club

#### Gli inizi
Lucas Pérez cresce nelle giovanili dell'Alavés; il suo esordio nel calcio professionistico avviene solo a 22 anni, in Segunda Division, con la maglia del Rayo Vallecano, e più precisamente il 7 febbraio 2010, in una partita persa dal Rayo in casa per 2-3 contro il FC Cartagena, nella quale Pérez subentra al 60'; alla fine della stagione 2009-10, Pérez collezionerà solo un altro spezzone di gara, per un complessivo di 2 presenze; l'anno successivo trova il suo primo gol alla sua prima apparizione da titolare (tra l'altro anche prima presenza stagionale per Pérez), all'11ª giornata di Segunda Division, partita vinta dai Franjirojos per 3-0 ai danni del Real Valladolid; a gennaio conclude la sua esperienza con la squadra di Madrid con uno score stagionale di 5 presenze e 1 gol, per un totale di 7 gare e 1 gol, passando agli ucraini del Karpaty Lviv, squadra della massima serie, con la quale gioca 51 partite e 14 gol in campionato, oltre ad esordire in competizioni europee (Europa League), collezionando 4 presenze e 1 gol nei preliminari; a gennaio 2013, Pérez lascia Leopoli per accasarsi alla Dinamo Kiev in prestito, non trovando tuttavia alcuna apparizione durante la sua permanenza nella squadra della capitale (durata fino a giugno); tornato dall'improduttivo prestito, Pérez viene acquistato nella sessione estiva di mercato 2013 dai greci del PAOK; si rivela la sua annata migliore, grazie alle 52 presenze e 12 gol complessivi, tra campionato, coppa ed Europa League.

#### Deportivo La Coruña
Il 18 luglio 2014, la società spagnola Deportivo La Coruña si assicura le prestazioni di Lucas Pérez, accordandosi con il PAOK per un prestito annuale con riscatto fissato a 1,50 milioni €; Pérez conclude la stagione 2014-15 con 21 presenze e 6 gol in Liga, venendo riscattato dalla società spagnola per la cifra pattuita. La stagione 2015-16 si rivela quella della consacrazione per Lucas Pérez: lo spagnolo, infatti, realizza un bottino di 17 gol e 10 assist in 37 partite di Liga, score molto elevato, vista la modestia della squadra (il Deportivo si piazzerà al 15º posto in classifica).

#### Arsenal e ritorno al Deportivo
Il 30 agosto 2016 viene ufficializzato il suo trasferimento all'Arsenal per 20 milioni di euro. Il 10 settembre seguente fa il suo esordio con la nuova maglia, nella vittoria per 2-1 contro il Southampton all'Emirates Stadium. Il 20 settembre segna i suoi primi due gol con i Gunners, nella partita di Football League Cup vinta per 3-0 sul campo del Nottingham Forest. Il 6 dicembre seguente realizza una tripletta nella partita di Champions League vinta per 1-4 sul campo del Basilea; per lui si è trattato delle prime marcature nella massima competizione europea. Il 3 gennaio 2017 realizza la sua prima rete in Premier League nel pareggio per 3-3 in casa del Bournemouth.
Tuttavia coi Gunners trova poco spazio, perciò il 31 agosto 2017 fa ritorno al Deportivo La Coruña con la formula del prestito.
Nonostante gli otto gol realizzati non riesce a evitare la retrocessione del club.

#### West Ham Utd
Il 9 agosto 2018 viene ceduto a titolo definitivo al West Ham Utd.

#### PSV
Il 23 febbraio 2025 viene acquistato dal PSV.

## Statistiche

### Presenze e reti nei club
| Stagione         | Squadra             | Campionato       | Campionato | Campionato | Coppe nazionali | Coppe nazionali | Coppe nazionali | Coppe continentali | Coppe continentali | Coppe continentali | Altre coppe | Altre coppe | Altre coppe | Totale | Totale |
| Stagione         | Squadra             | Comp             | Pres       | Reti       | Comp            | Pres            | Reti            | Comp               | Pres               | Reti               | Comp        | Pres        | Reti        | Pres   | Reti   |
| ---------------- | ------------------- | ---------------- | ---------- | ---------- | --------------- | --------------- | --------------- | ------------------ | ------------------ | ------------------ | ----------- | ----------- | ----------- | ------ | ------ |
| 2009-2010        | Rayo Vallecano      | SD               | 2          | 0          | CR              | 0               | 0               | -                  | -                  | -                  | -           | -           | -           | 2      | 0      |
| 2010-2011        | Rayo Vallecano      | SD               | 5          | 1          | CR              | 0               | 0               | -                  | -                  | -                  | -           | -           | -           | 5      | 1      |
| 2011-2012        | Karpaty             | PL               | 34         | 6          | KU              | 3               | 0               | UEL                | 4                  | 1                  | -           | -           | -           | 41     | 7      |
| 2012-gen. 2013   | Karpaty             | PL               | 17         | 8          | KU              | 1               | 0               | -                  | -                  | -                  | -           | -           | -           | 18     | 8      |
| Totale Karpaty   | Totale Karpaty      | Totale Karpaty   | 51         | 14         |                 | 4               | 0               |                    | 4                  | 1                  |             | -           | -           | 59     | 15     |
| gen.-giu. 2013   | Dinamo Kiev         | PL               | 0          | 0          | KU              | 0               | 0               | UCL+UEL            | -+0                | -+0                | -           | -           | -           | 0      | 0      |
| 2013-2014        | PAOK                | SL               | 31+1       | 9          | CG              | 6               | 0               | UCL+UEL            | 4+10               | 3                  | -           | -           | -           | 52     | 12     |
| 2014-2015        | Deportivo La Coruña | PD               | 21         | 6          | CR              | 0               | 0               | -                  | -                  | -                  | -           | -           | -           | 21     | 6      |
| 2015-2016        | Deportivo La Coruña | PD               | 36         | 17         | CR              | 1               | 0               | -                  | -                  | -                  | -           | -           | -           | 37     | 17     |
| lug.-ago. 2016   | Deportivo La Coruña | PD               | 1          | 1          | CR              | 0               | 0               | -                  | -                  | -                  | -           | -           | -           | 1      | 1      |
| ago. 2016-2017   | Arsenal             | PL               | 11         | 1          | FACup+CdL       | 4+3             | 1+2             | UCL                | 3                  | 3                  | -           | -           | -           | 21     | 7      |
| 2017-2018        | Deportivo La Coruña | PD               | 35         | 8          | CR              | 2               | 1               | -                  | -                  | -                  | -           | -           | -           | 37     | 9      |
| 2018-2019        | West Ham Utd        | PL               | 15         | 3          | FACup+CdL       | 1+3             | 1+2             | -                  | -                  | -                  | -           | -           | -           | 19     | 6      |
| 2019-2020        | Alavés              | PD               | 34         | 11         | CR              | 0               | 0               | -                  | -                  | -                  | -           | -           | -           | 34     | 11     |
| 2020-2021        | Alavés              | PD               | 28         | 4          | CR              | 0               | 0               | -                  | -                  | -                  | -           | -           | -           | 28     | 4      |
| Totale Alaves    | Totale Alaves       | Totale Alaves    | 62         | 15         |                 | 0               | 0               |                    | 0                  | 0                  |             | 0           | 0           | 62     | 15     |
| 2021-gen. 2022   | Elche               | PD               | 18         | 2          | CR              | 1               | 0               |                    | -                  | -                  |             | -           | -           | 19     | 2      |
| gen.-giu. 2022   | Cadice              | PD               | 15         | 3          | CR              | 1               | 1               |                    | -                  | -                  |             | -           | -           | 16     | 4      |
| 2022-gen. 2023   | Cadice              | PD               | 14         | 3          | CR              | 1               | 1               |                    | -                  | -                  |             | -           | -           | 15     | 4      |
| Totale Cadice    | Totale Cadice       | Totale Cadice    | 29         | 6          |                 | 2               | 2               |                    | -                  | -                  |             | -           | -           | 31     | 8      |
| gen.-giu. 2023   | Deportivo La Coruña | PRFEF            | 19+2       | 8+1        | CR              | 0               | 0               |                    | -                  | -                  |             | -           | -           | 21     | 9      |
| 2023-2024        | Deportivo La Coruña | PRFEF            | 31+2       | 12+3       | CR              | 2               | 1               |                    | -                  | -                  |             | -           | -           | 35     | 16     |
| 2024-gen. 2025   | Deportivo La Coruña | SD               | 19         | 4          | CR              | 1               | 0               |                    | -                  | -                  |             | -           | -           | 20     | 4      |
| Totale Deportivo | Totale Deportivo    | Totale Deportivo | 166        | 60         |                 | 6               | 2               |                    | 0                  | 0                  |             | 0           | 0           | 172    | 62     |
| feb.-giu. 2025   | PSV                 | E                | -          | -          | CO              | -               | -               | UCL                | -                  | -                  | SO          | -           | -           | -      | -      |
| Totale carriera  | Totale carriera     | Totale carriera  | 391        | 111        |                 | 30              | 10              |                    | 21                 | 7                  |             | 0           | 0           | 442    | 128    |

## Palmares

### Club

#### Competizioni nazionali
- Coppa d'Inghilterra: 1

Arsenal: 2016-2017
- Primera Federación: 1

Deportivo La Coruña: 2023-2024 (gruppo 1)
- Campionato olandese: 1

PSV: 2024-2025